# Elecciones presidenciales de Ecuador de 1947
Elección vicepresidencial extraordinaria, la cual se realizó durante un Congreso Extraordinario al restablecerse el régimen constitucional luego del Golpe de Estado a José María Velasco Ibarra para escoger al vicepresidente de Mariano Suárez Veintimilla, el cual asumiría la presidencia inmediatamente luego de su posesión al haber presentado su renuncia irrevocable Suárez Veintimilla.

## Antecedentes
El Presidente Mariano Suárez Veintimilla, presentó ante el Consejo de Estado su renuncia a la presidencia de la república, siguiendo el acuerdo llegado con las fuerzas armadas, convocando a un Congreso Extraordinario para tramitar su renuncia y elegir a su sucesor, instalándose el 15 de septiembre de 1947, compuesto por los senadores y diputados electos para el congreso ordinario de 1948.
Los puntos exclusivos del Congreso Extraordinario eran los siguientes:

1.- Designar al nuevo vicepresidente de la república y proceder con su posesión.

2.- Conocer y aceptar la renuncia irrevocable del presidente Mariano Suárez Veintimilla.

3.- Posesión del vicepresidente como nuevo presidente de la república y designar al nuevo vicepresidente de la república.
Constitucionalmente, se elegiría al vicepresidente de Mariano Suárez, pero considerando que este renunciaría inmediatamente luego de la posesión del vicepresidente, este asumiría la presidencia. Inmediatamente se procedió a elegir al vicepresidente de la república, cargo que recayó en José Rafael Bustamante.

## Candidatos
Ambas elecciones se realizaron en la misma sesión extraordinaria.

### Primera elección vicepresidencial (presidencial) - 15 de septiembre
Arosemena recibió el apoyo de la mayoría de legisladores de los partidos conservador y liberal, necesitando 54 votos para su elección. Un grupo de liberales había candidateado al ex encargado del poder Andrés F. Córdova, pero declinó su candidatura. 
| Partido         | Vicepresidente              | Cargos Previos                                                | Votos |
| --------------- | --------------------------- | ------------------------------------------------------------- | ----- |
| Independiente   | Carlos Julio Arosemena Tola | Director de la Junta de Beneficencia de Guayaquil (1942-1952) | 59    |
| Votos en Blanco | Votos en Blanco             | Votos en Blanco                                               | 2     |
| Votos en Contra | Votos en Contra             | Votos en Contra                                               | 1     |
| Abstención      | Abstención                  | Abstención                                                    | 45    |

### Segunda elección vicepresidencial - 17 de septiembre
La candidatura de José Rafael Bustamante fue apoyada por todos los sectores, menos por el diputado comunista.
| Partido         | Vicepresidente                  | Cargos Previos               | Votos |
| --------------- | ------------------------------- | ---------------------------- | ----- |
| Independiente   | José Rafael Bustamante Cevallos | Presidente del Senado (1932) | 60    |
| Votos en Contra | Votos en Contra                 | Votos en Contra              | 1     |
| Abstención      | Abstención                      | Abstención                   | 46    |

Fuente: